# Муратково
Мура́тково (рос. Муратково) — селище у складі Махньовського міського округу Свердловської області.
Населення — 246 осіб (2010, 470 у 2002).
Національний склад населення станом на 2002 рік: росіяни — 88 %.